# فرد آلدرمن
فرد آلدرمن (انگلیسی: Fred Alderman؛ ۲۴ ژوئن ۱۹۰۵ – ۱۵ سپتامبر ۱۹۹۸) دونده اهل ایالات متحده آمریکا بود.
وی در مسابقات کشوری و بین‌المللی در مجموع برندهٔ ۱ مدال طلا شده‌است.